# Alte Pinakothek

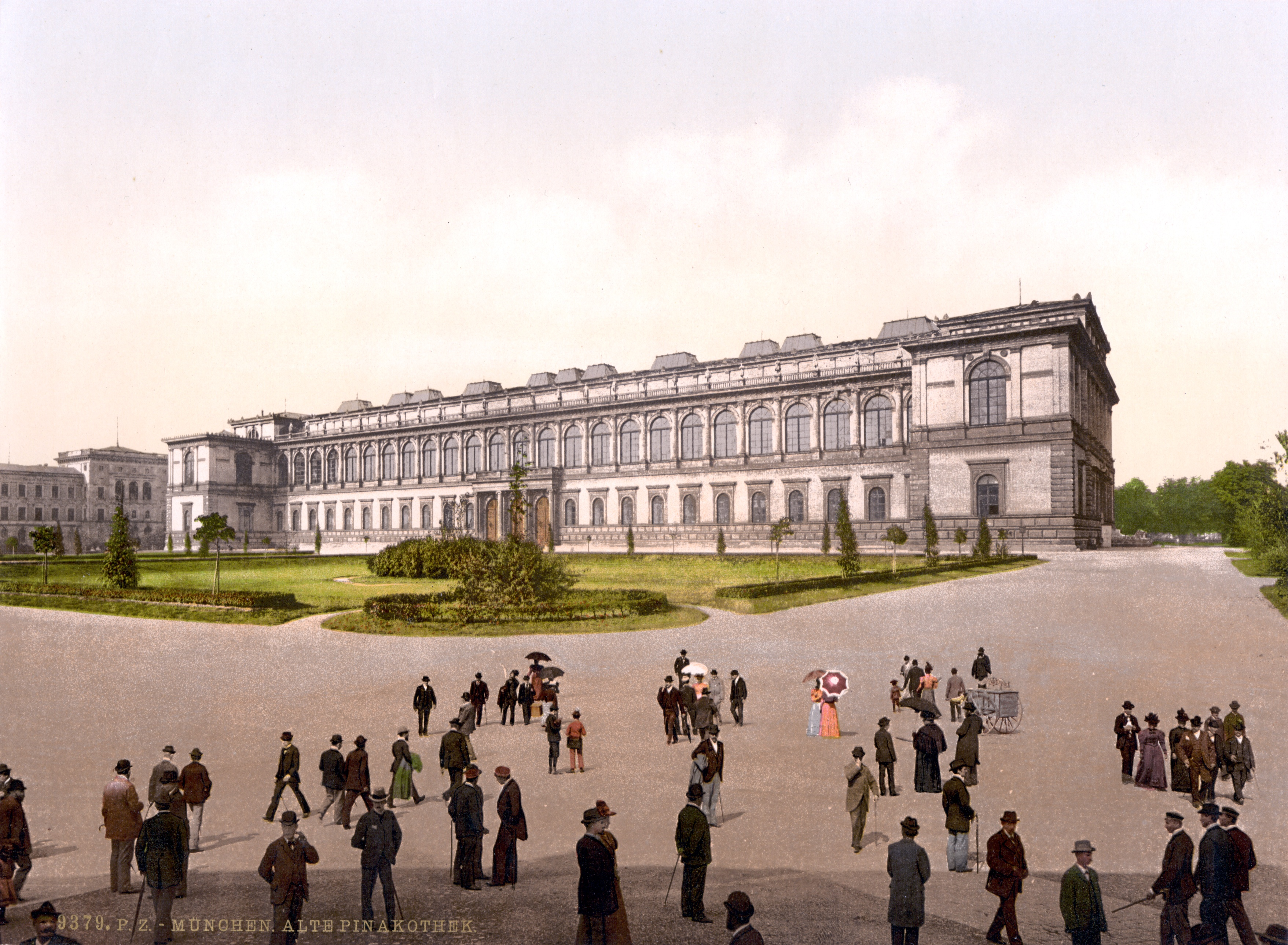
Alte Pinakothek (1900)

Az Alte Pinakothek (Régi Képtár; görög eredetű neve, a pinakotheke – πινακοθήκη képtárat jelent) München nagy múltú képtára a Kunstareal területén, 1836-ban alapították.

## Gyűjteménye és története
A kiállított képek sora középkori festők (XIV. század) remekeitől a XVIII. század közepéig terjed, a területen a világ egyik legjobb múzeumának számít. A bajor hercegi tulajdon vetette meg a gyűjtemény alapját a XVI. és a XVII. században, I. Miksa bajor választófejedelem különösen Albrecht Dürer műveivel gyarapította. A düsseldorfi képtár 1805-ös beolvasztásával is értékes művekkel gyarapodtak, a nagy Rubens festményekből ma 80 darabnál is több van a képtárban, nagy részük Düsseldorfból származik.
Jelentősek a 15-16. századi német mesterek művei, köztük Stephan Lochner, Hans Memling (a Szűzanya életének megfestője), Michael Pacher, Martin Schongauer, Hans Holbein, Matthias Grünewald, Albrecht Altdorfer műveivel. Gazdag az olasz és a németalföldi anyag, köztük Tiziano Vecellio, Rembrandt, Van Dyck 30-nál több képe. 1827-ben vásárolta meg az Alte Pinakothek a Boisserée, 1828-ban a Wallerstein gyűjteményt, melyek által főként az északi művészet képeivel gyarapodott.
Az Alte Pinakothek épületével szemben található a Neue Pinakothek. Az eddig említettek, továbbá a Pinakothek der Moderne illetve a Museum Brandhorst XX. és a XXI. századi alkotásaival valamint a Türkentor együttesen egyedülálló képgyűjteményi egységet képeznek.

### Enteriőrök a képtárból

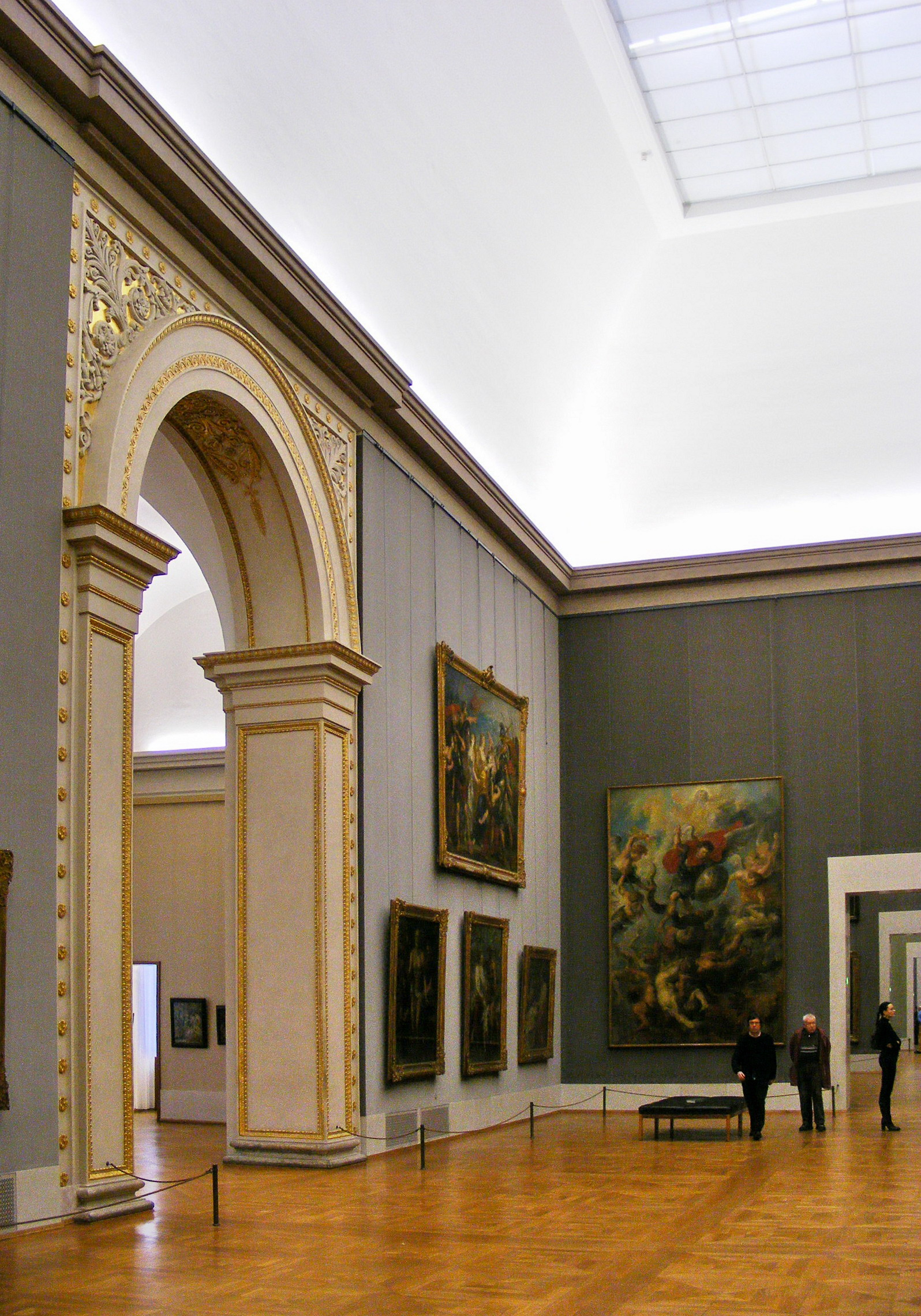
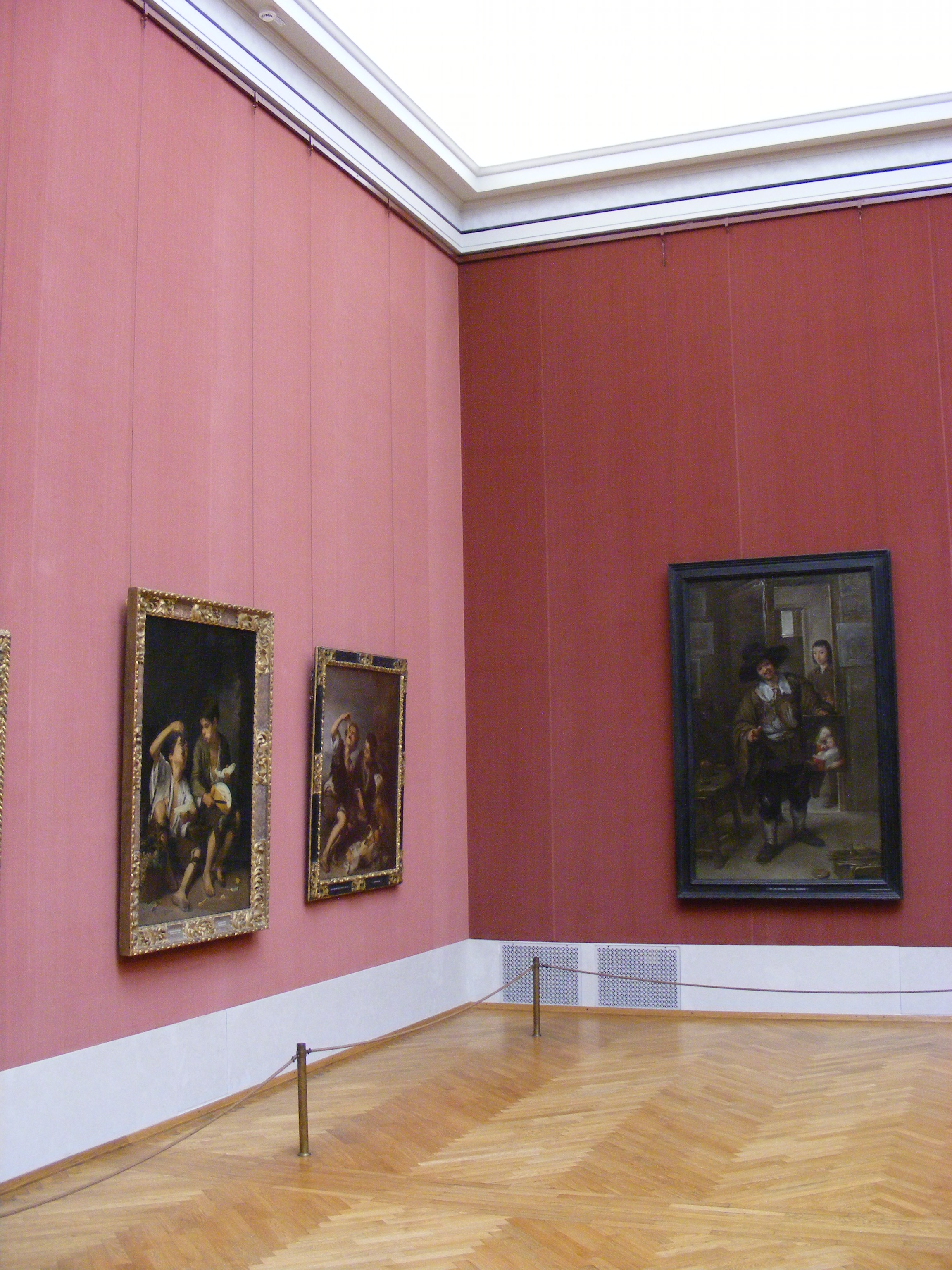
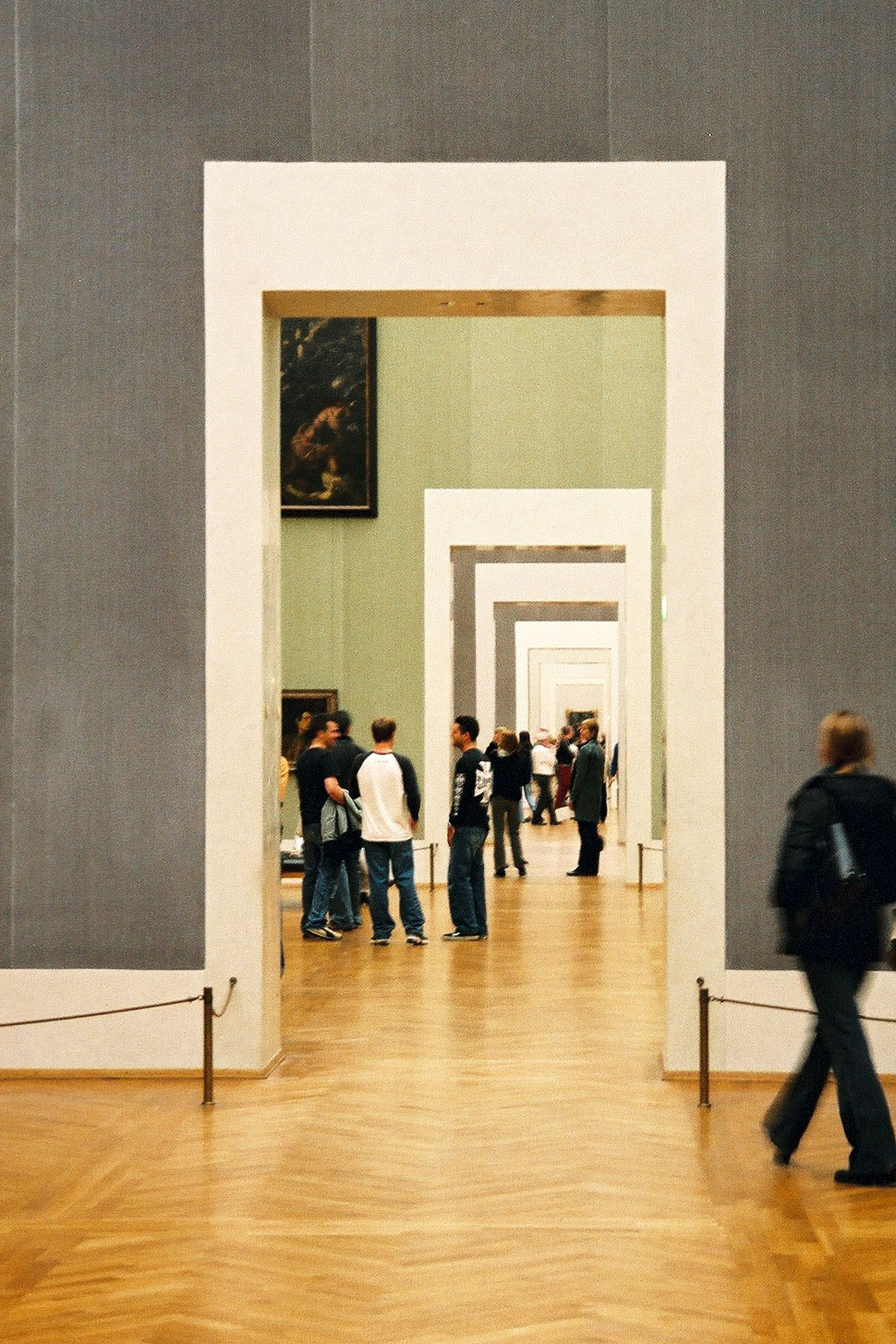
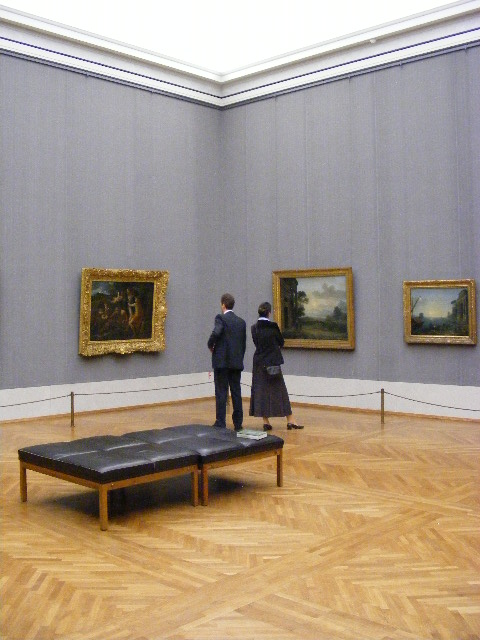

## Galéria

### Festmények

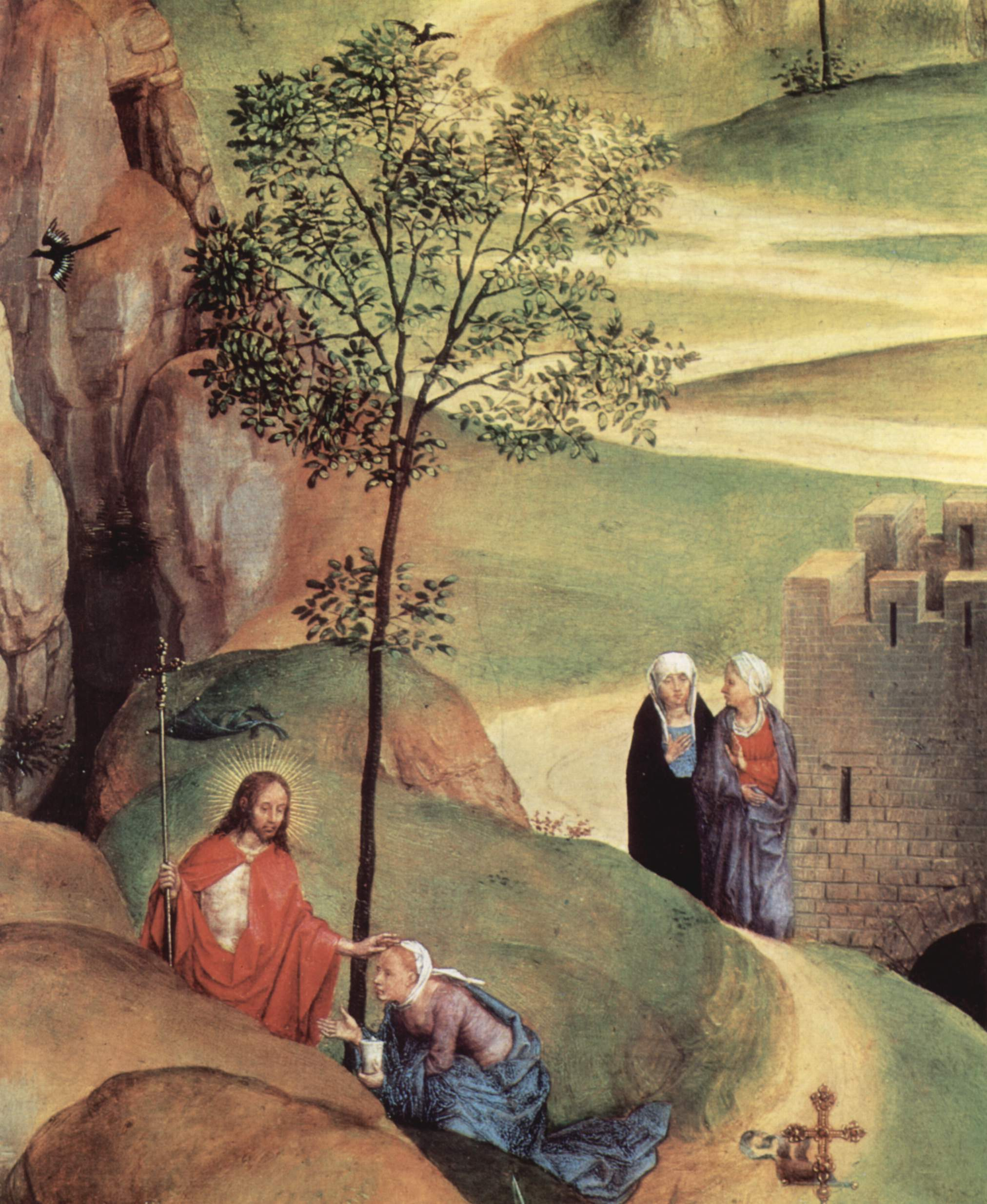
Hans Memling: Mária élete (1480; részlet)
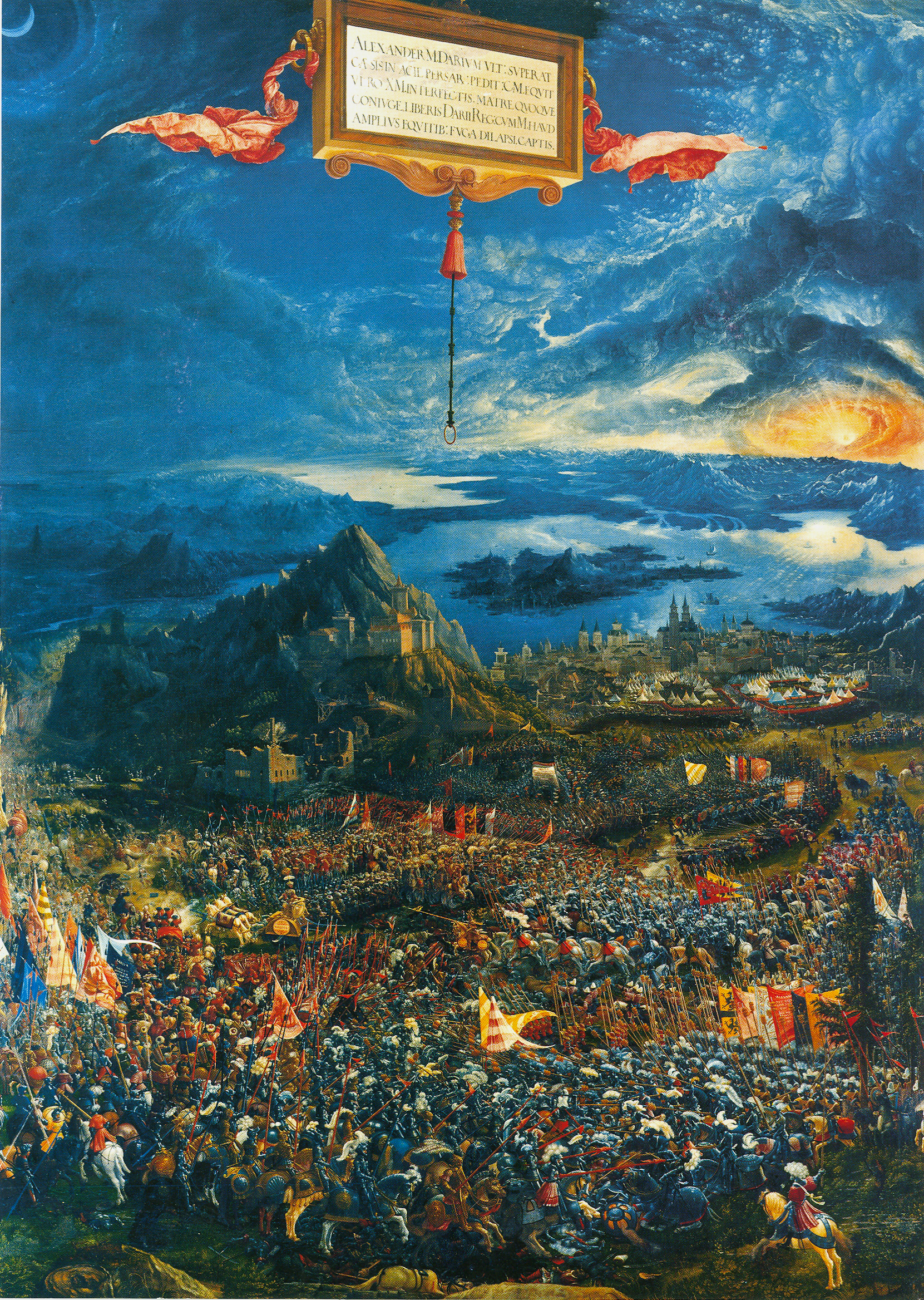
Albrecht Altdorfer: Nagy Sándor isszoszi csatája (1529)
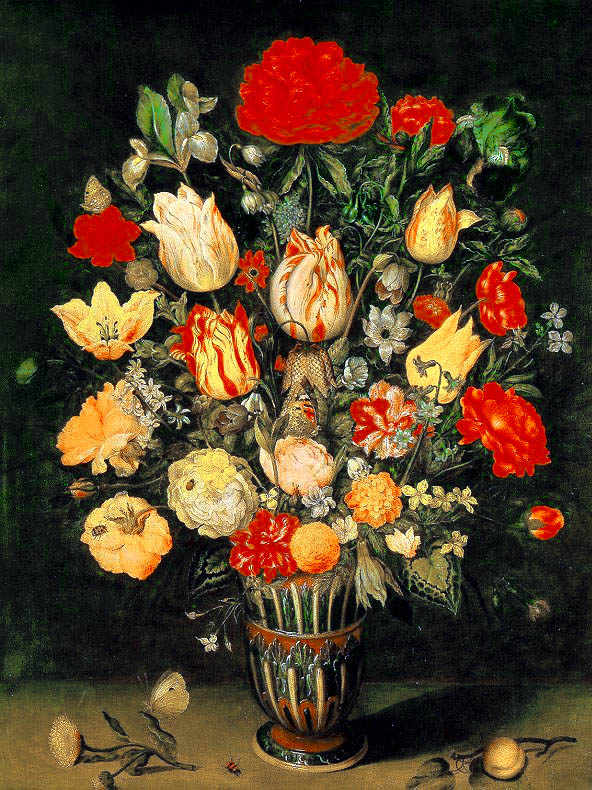
Id. Ambrosius Bosschaert: Csendélet tulipánokkal (1620 előtt)
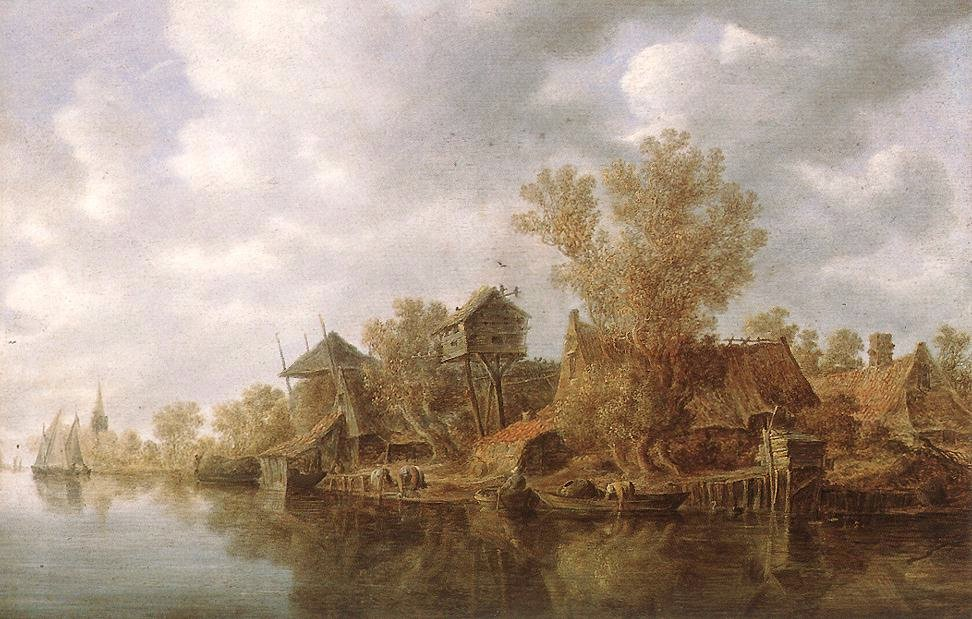
Jan van Goyen: Falu a folyónál (1636)
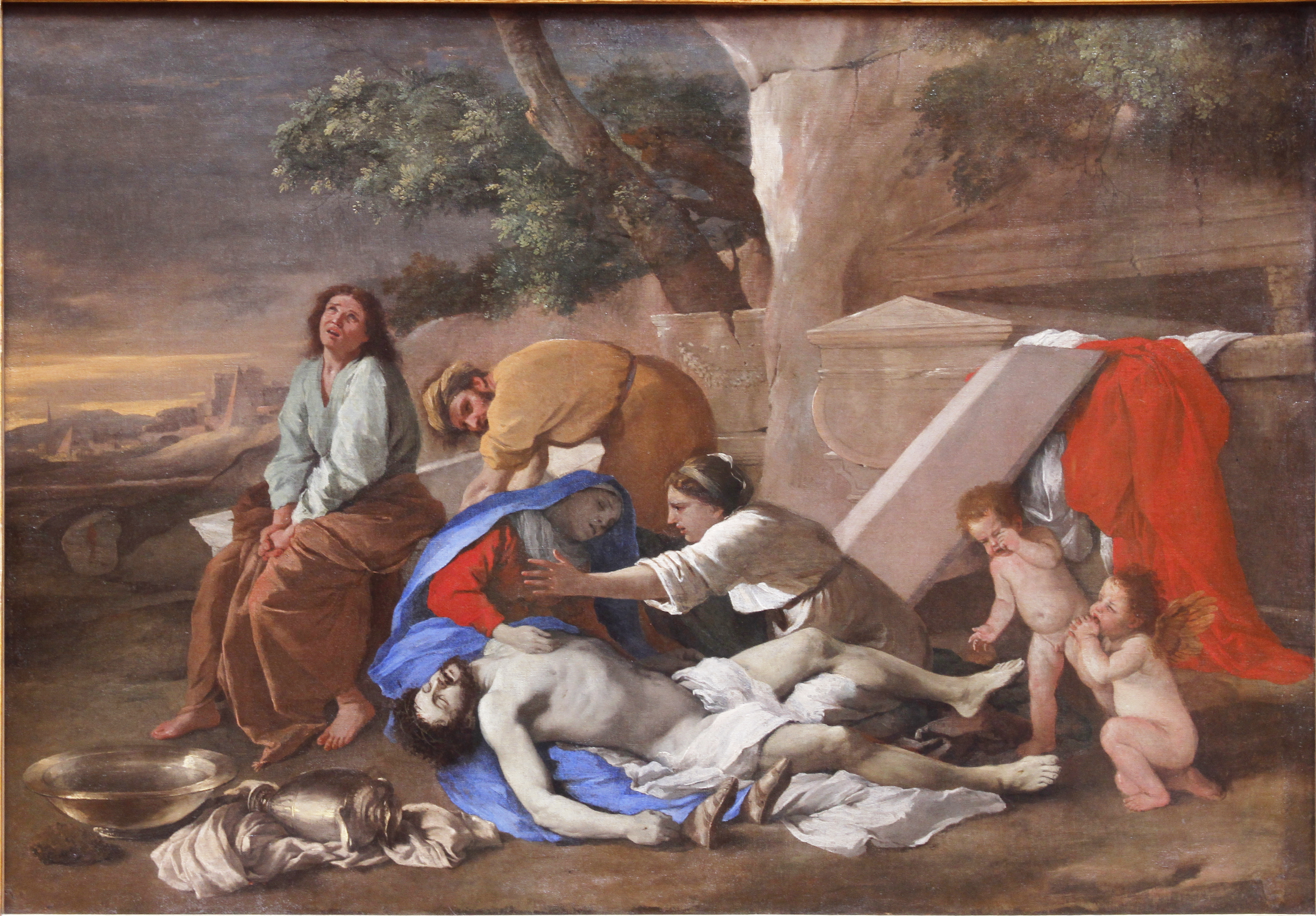
Nicolas Poussin: Krisztus siratása (1665 előtt)
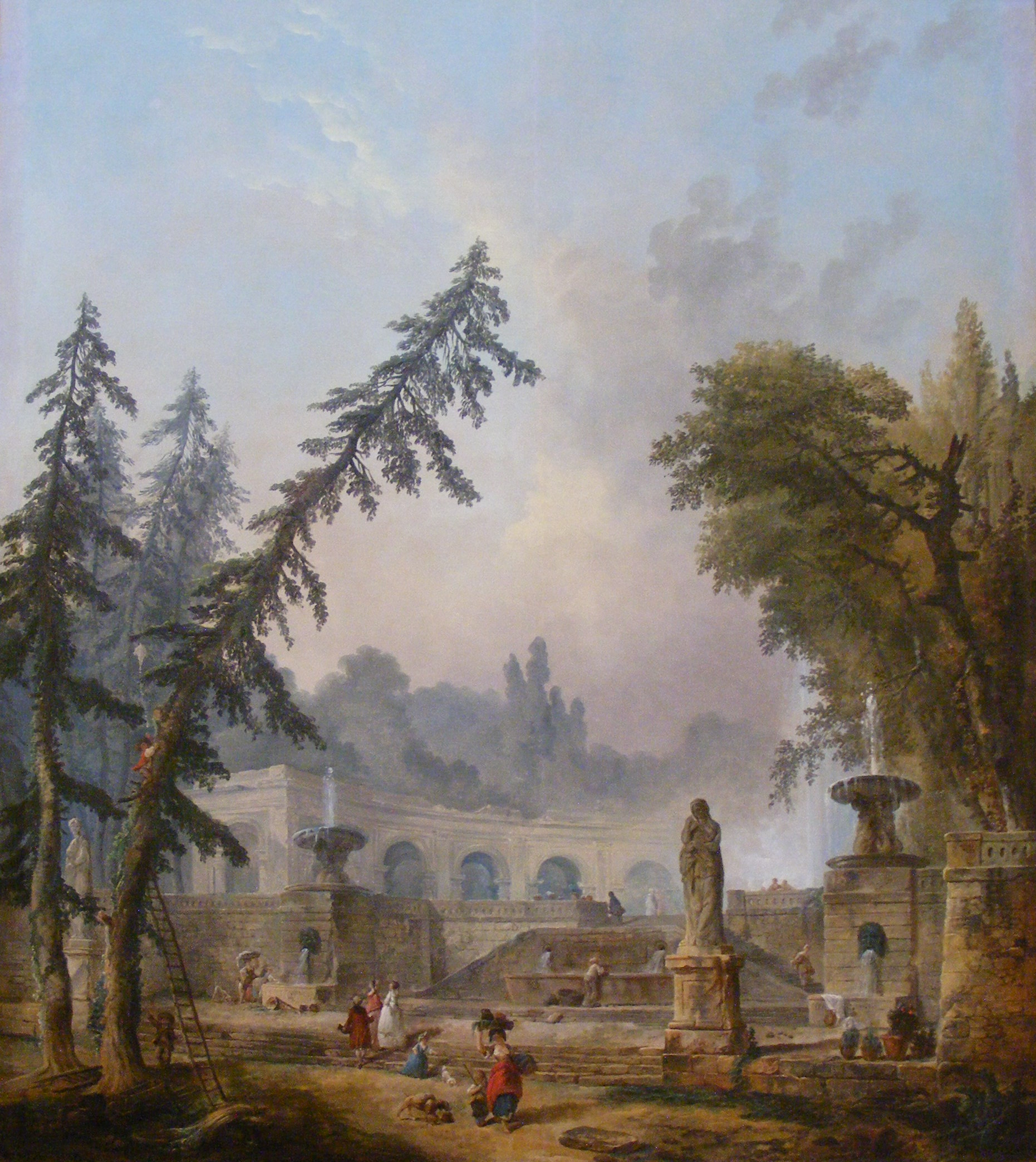
Hubert Robert: Park (XVIII. század)
Maurice Quentin de la Tour: Madame de Pompadour (XVIII. sz.)
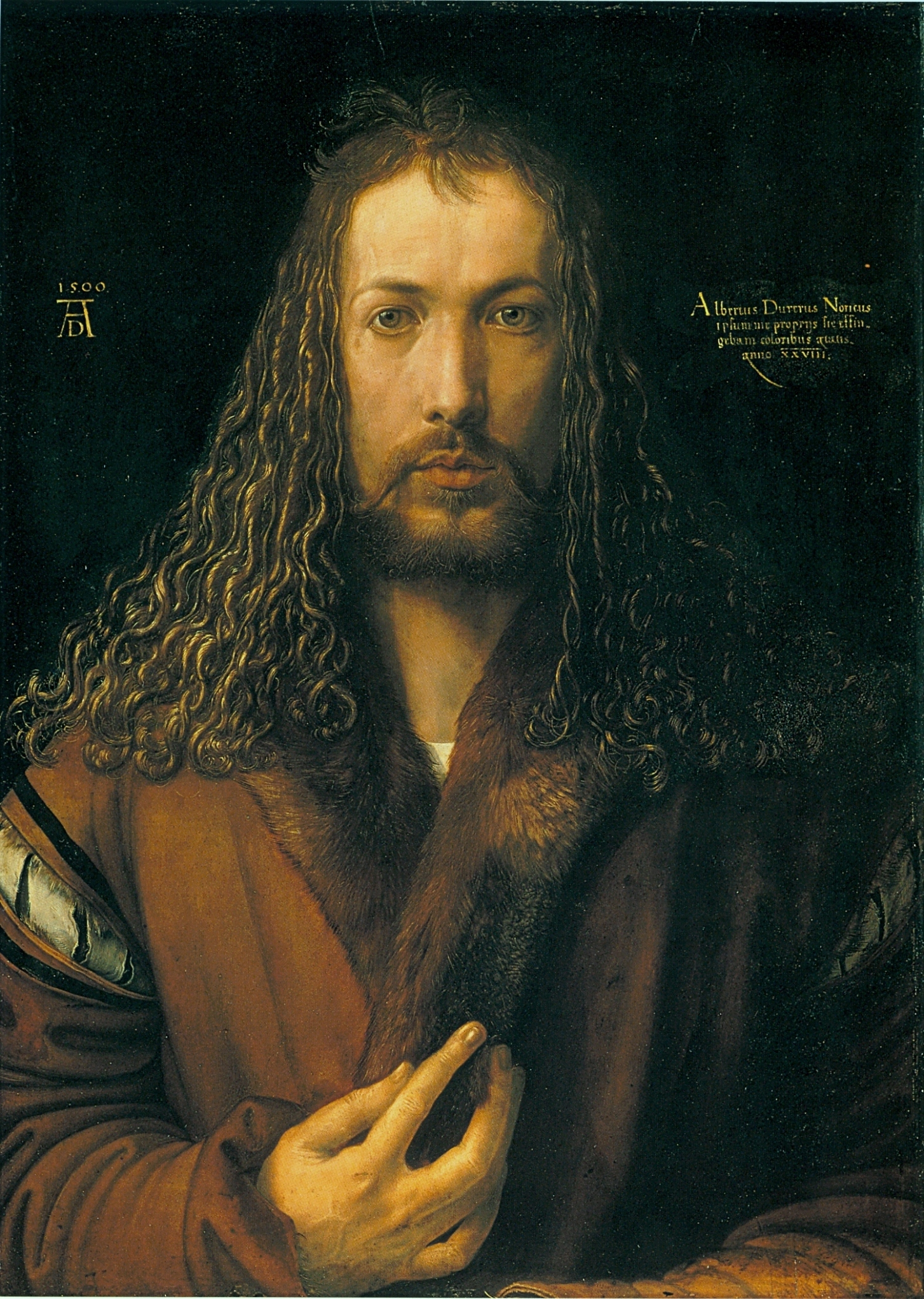
Albrecht Dürer: Önarckép (1500)
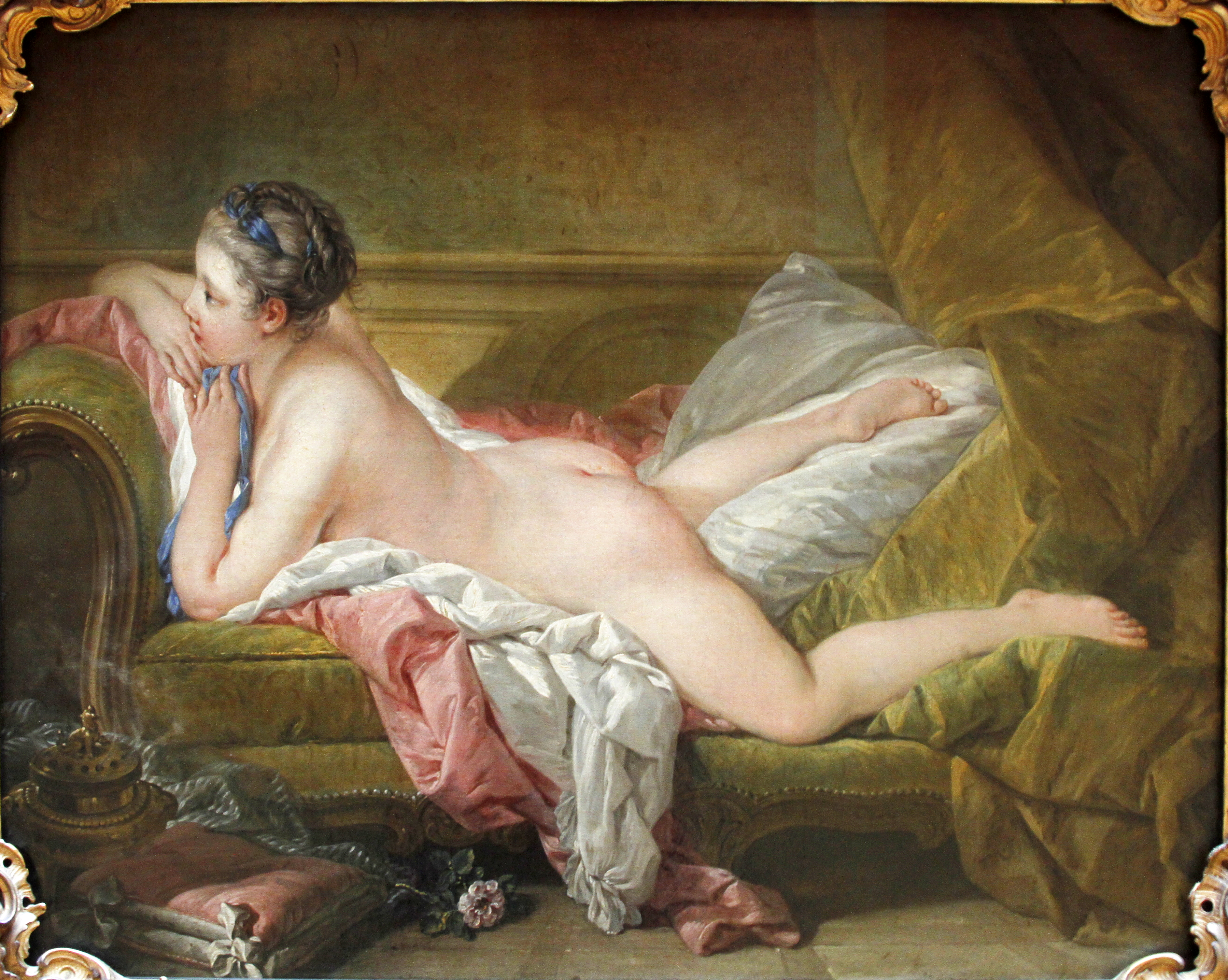
François Boucher: A szőke odaliszk (Marie-Louise O'Murphy) (1752)
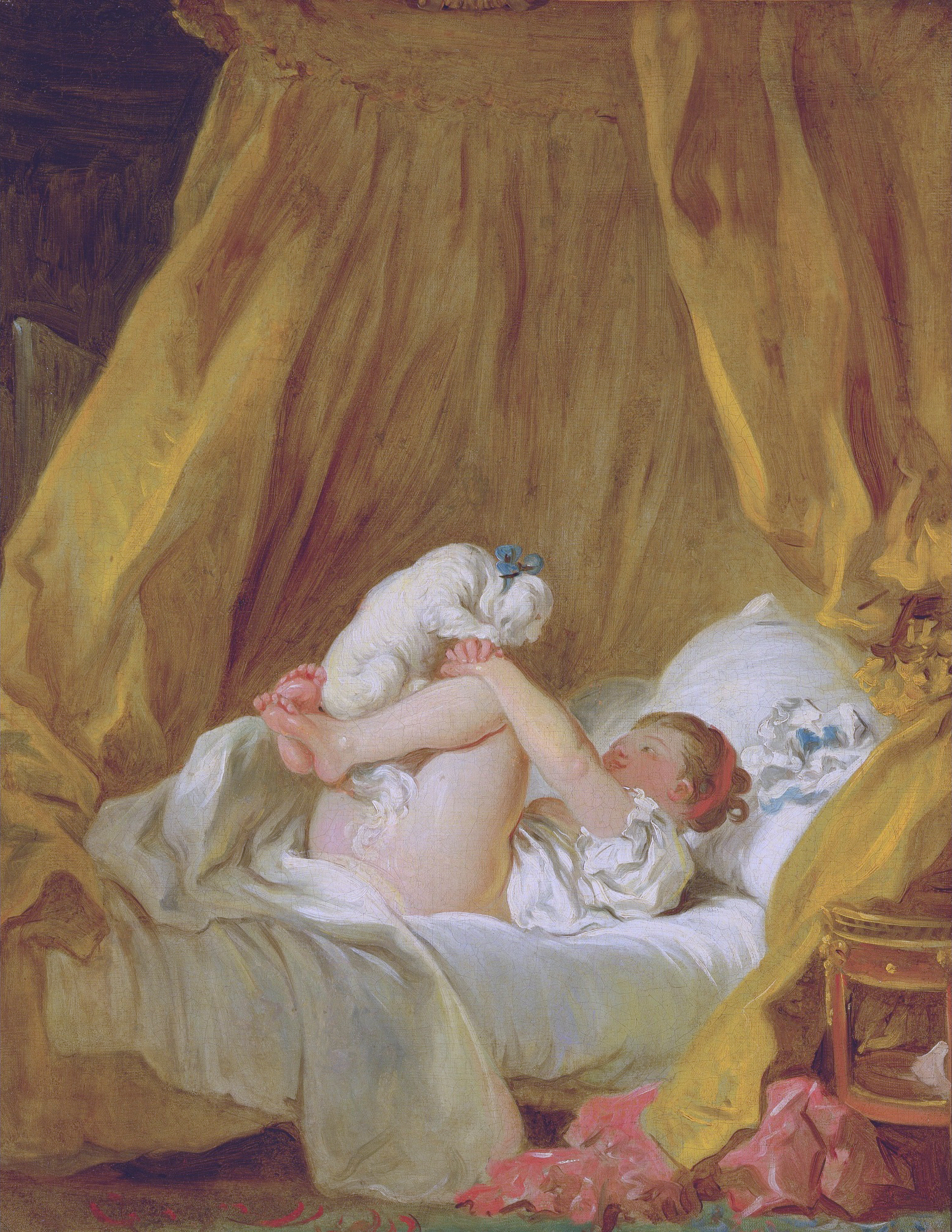
Jean-Honoré Fragonard: La Gimblette (1770)
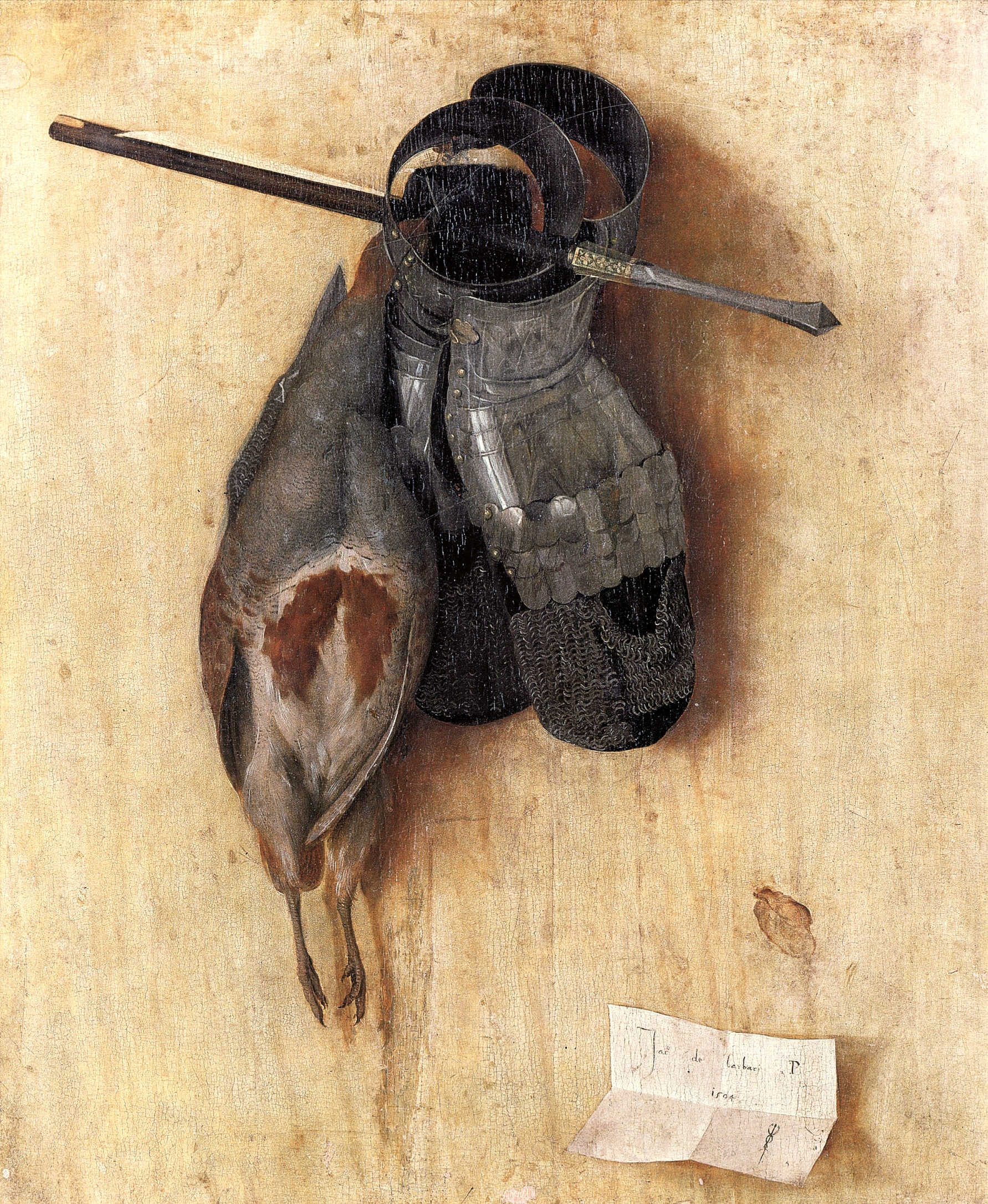
Jacopo de' Barbari: Csendélet fogollyal, vaskesztyűvel, számszeríjnyíllal (1504)